# Francien Huurman
Francien Huurman (Pijnacker, 18 april 1975) is een Nederlandse volleybalster, die zowel nationaal als internationaal in teams speelt. Haar voornaamste positie binnen het team is middenaanvaller.
Huurman speelde in 1997 haar eerste wedstrijd voor oranje. In 1998 speelde ze met haar team mee op het wereldkampioenschap, waar ze zevende werden. Later dat jaar vertrok ze naar Italië voor een internationale carrière. In 2002 vertrok ze naar Japan, waar ze onder andere speelde bij de Hisamitsu Springs.
Ze maakte deel uit van het Nederlands volleybalteam dat in 2007 goud won op de  FIVB World Grand Prix in Ningbo, China. In 2009 won ze zilver op het Europees kampioenschap.

## Clubs
| Club                | Land      | eerste seizoen | laatste seizoen |
| ------------------- | --------- | -------------- | --------------- |
| Volley Modena       | Italië    | 1998-1999      | 1998-1999       |
| Figurella Firenze   | Italië    | 1999-2000      | 1999-2000       |
| Team Volley Imola   | Italië    | 2000-2001      | 2001-2002       |
| Hisamitsu Springs   | Japan     | 2002-2003      | 2002-2003       |
| Pioneer Red Wings   | Japan     | 2003-2004      | 2005-2006       |
| TVC Amstelveen      | Nederland | 2006-2007      | 2008-2009       |
| Hitachi Sawa Rivale | Japan     | 2011-2012      | 2011-2012       |